# Cauro
Cauro (kors. Cavru) – miejscowość i gmina we Francji, w regionie Korsyka, w departamencie Corse-du-Sud.
Według danych na rok 1990 gminę zamieszkiwało 849 osób, a gęstość zaludnienia wynosiła 30 osób/km².